# Німецька бухта
54°27′14″ пн. ш. 7°12′50″ сх. д. / 54.453888888889° пн. ш. 7.2138888888889° сх. д.
Німецька бухта (нім. Deutsche Bucht; дан. tyske bugt; нід. Duitse bocht; зх.-фрз. Dútske bocht; пів.-фрз. Schiisk Bocht) — затока Північного моря, що омиває узбережжя Данії, Німеччини та Нідерландів. Займає площу близько 77 000 км², з яких 30 000 км² — Ватове море.

## Географія
Німецька бухта знаходиться на європейському континентальному шельфі і простягається від Західно-Фризьких островів (Нідерланди) до островів Ватового моря Ютландії (Данія). Центральний острів бухти — Гельголанд, на північному заході обмежує бухту Доггер-банка
Німецька бухта у басейні Гельголанда і у басейні на південний схід від Доггер-банки досягає глибин до 56 м. У бухту впадають річки Айдер, Ельба, Везер, Яде і Емс.
Німецьку частину континентального шельфу, що прорізує Німецьку затоку з південного сходу на північний захід і звернена від материка до Доггер-банки, називають «качиний дзьоб»; на південному сході цієї області розташована Гельголандська бухта.

## Особливо охоронювані природні території
На прибережних територіях Німецької бухти і на кількох островах знаходяться численні (німецькі) охоронювані території, як-от Гамбурзьке Ватове море, Шлезвіг-Гольштейнські вати, Гамбургер-Галліг.